# Prokop Lupáč z Hlaváčova
Prokop Lupáč z Hlaváčova (asi 1530, Praha – 4. dubna 1587, Domažlice) byl český básník, humanista a historik.

## Život
Byl měšťanského původu a studoval na Karlově univerzitě; bakalářem se stal v roce 1558, mistrem svobodných umění v roce 1561. Po dokončení studií působil načas jako rektor latinské městské školy v Nymburku, poté se stal v Praze profesorem a později děkanem. Roku 1569 přijal místo radního písaře v Domažlicích, kde se také oženil, měl značný vliv a zasedal v městské radě.
Zachovala se řada gratulací ke sňatku od různých přátel.

## Dílo
- Deník českých událostí aneb Historický kalendář – v tomto díle najdeme informace o tehdejších spisovatelích a historicích
- Historia o císaři Karlovi, toho jména čtvrtém, králi českém, sepsaná a v nově vůbec vydaná od M. Prokopa Lupáče z Hlavačova. Item posloupnej pořádek vůdcův, knížat a králuov slavného království českého